# Rytigynia longituba
Rytigynia longituba är en måreväxtart som beskrevs av Bernard Verdcourt. Rytigynia longituba ingår i släktet Rytigynia och familjen måreväxter. Inga underarter finns listade i Catalogue of Life.